# Incorporation (positivisme)
Pour les articles homonymes, voir Incorporation.
L'incorporation est un terme employé par Auguste Comte dans la deuxième phase du positivisme, quelquefois appelée positivisme "religieux", plus précisément dans le "catéchisme" positiviste (1851). 
Dans l'esprit d'Auguste Comte, l'incorporation est une phase qui se situe trois ans après la mort, au cours de laquelle le mort s'incorpore à l'ensemble des défunts, et lui permet, selon Auguste Comte (grand-prêtre de l'humanité) de rejoindre l'humanité.
Il s'agirait, selon Auguste Comte, d'un "sacrement", avec toutefois une utilisation du terme sacrement qui semble abusive.
L'incorporation est un terme employé dans le christianisme, voir Incorporation (christianisme)